# Sciara capensis
Sciara capensis är en tvåvingeart som beskrevs av Edwards 1925. Sciara capensis ingår i släktet Sciara och familjen sorgmyggor. Inga underarter finns listade i Catalogue of Life.